# Misha Gabriel Hamilton
Misha Gabriel Hamilton (* 13. Mai 1987 in Fort Lauderdale, Florida) ist ein US-amerikanischer Schauspieler, Tänzer und Choreograph.

## Leben und Karriere
Misha Gabriel Hamilton soll schon im Kindesalter mit dem Tanzen begonnen haben. Nach Auftritten in Fernsehshows und Musikvideos und nach einigen Liveauftritten als Tänzer spielte er 2012 seine erste Hauptrolle im Kinofilm Step Up: Miami Heat.
Nebenbei war er unter anderem Choreograph für Justin Biebers Never Say Never-Tour, Justin Timberlakes Show Future Sex/Love Show, mehrerer Tourneen und Musikvideos anderer Künstler und Werbeclips. Einen weiteren Einsatz als Hauptrolle erhielt er im Film Step-Up: All In.

## Filmografie
- 2006: Clerks 2 (Clerks II)
- 2008: Center Stage: Turn it up
- 2009: Michael Jackson’s This Is It
- 2012: Boogie Town
- 2012: Step Up: Miami Heat
- 2012–2013: Massholes (Fernsehserie, 23 Episoden)
- 2014: Step Up: All In